# Finales NBA 2017
Navigation
Finales 2016 Finales 2018
Les finales NBA 2017 sont la dernière série de matchs de la saison 2016-2017 de la NBA et la conclusion des séries éliminatoires (playoffs) de la saison. Il s'agit de la troisième finale consécutive entre ces deux franchises, les Warriors de Golden State se sont imposés 4-2 en 2015 et les Cavaliers de Cleveland se sont imposés 4-3 en 2016. 
A noter que LeBron James dispute sa septième finale consécutive, 4 avec le Heat de Miami (2 victoires et 2 défaites) et 3 avec les Cavaliers de Cleveland (1 victoire et une défaite).

## Lieux des Finales
Les deux salles pour le tournoi ces finales sont : l'Oracle Arena d'Oakland et la Quicken Loans Arena de Cleveland.
| Warriors de Golden State | \| Oakland Cleveland \| | Cleveland               |
| Oracle Arena             | \| Oakland Cleveland \| | Quicken Loans Arena     |
| Capacité: 19 596         | \| Oakland Cleveland \| | Capacité: 20 562        |
| Oracle Arena             | \| Oakland Cleveland \| | American Airlines Arena |
| Oakland Cleveland        |                         |                         |

## Résumé de la saison

### Parcours comparés vers les finales NBA
| Conférence Ouest | Conférence Ouest                | Conférence Ouest | Conférence Ouest | Conférence Ouest | Conférence Ouest | Conférence Ouest | Conférence Ouest |
| No               | Franchise                       | Vic.             | Def.             | MJ               | MR               | % V/D            | RV               |
| ---------------- | ------------------------------- | ---------------- | ---------------- | ---------------- | ---------------- | ---------------- | ---------------- |
| 1                | Warriors de Golden State        | 67               | 15               | 82               | 0                | .817             | -                |
| 2                | Spurs de San Antonio            | 61               | 21               | 82               | 0                | .744             | 6                |
| 3                | Rockets de Houston              | 55               | 27               | 82               | 0                | .671             | 12               |
| 4                | Clippers de Los Angeles         | 51               | 31               | 82               | 0                | .622             | 16               |
| 5                | Jazz de l'Utah                  | 51               | 31               | 82               | 0                | .622             | 16               |
| 6                | Thunder d'Oklahoma City         | 47               | 35               | 82               | 0                | .573             | 20               |
| 7                | Grizzlies de Memphis            | 43               | 39               | 82               | 0                | .524             | 24               |
| 8                | Trail Blazers de Portland       | 41               | 41               | 82               | 0                | .500             | 26               |
|                  |                                 |                  |                  |                  |                  |                  |                  |
| 9                | Nuggets de Denver               | 40               | 42               | 82               | 0                | .488             | 27               |
| 10               | Pelicans de La Nouvelle-Orléans | 34               | 48               | 82               | 0                | .415             | 33               |
| 11               | Mavericks de Dallas             | 33               | 49               | 82               | 0                | .402             | 34               |
| 12               | Kings de Sacramento             | 32               | 50               | 82               | 0                | .390             | 35               |
| 13               | Timberwolves du Minnesota       | 31               | 51               | 82               | 0                | .378             | 36               |
| 14               | Lakers de Los Angeles           | 26               | 56               | 82               | 0                | .317             | 41               |
| 15               | Suns de Phoenix                 | 24               | 58               | 82               | 0                | .293             | 43               |

| Conférence Est | Conférence Est          | Conférence Est | Conférence Est | Conférence Est | Conférence Est | Conférence Est | Conférence Est |
| No             | Franchise               | Vic.           | Déf.           | MJ             | MR             | % V/D          | RV             |
| -------------- | ----------------------- | -------------- | -------------- | -------------- | -------------- | -------------- | -------------- |
| 1              | Celtics de Boston       | 53             | 29             | 82             | 0              | .646           | -              |
| 2              | Cavaliers de ClevelandT | 51             | 31             | 82             | 0              | .622           | 2              |
| 3              | Raptors de Toronto      | 51             | 31             | 82             | 0              | .622           | 2              |
| 4              | Wizards de Washington   | 49             | 33             | 82             | 0              | .598           | 4              |
| 5              | Hawks d'Atlanta         | 43             | 39             | 82             | 0              | .524           | 10             |
| 6              | Bucks de Milwaukee      | 42             | 40             | 82             | 0              | .512           | 11             |
| 7              | Pacers de l'Indiana     | 42             | 40             | 82             | 0              | .512           | 11             |
| 8              | Bulls de Chicago        | 41             | 41             | 82             | 0              | .500           | 12             |
|                |                         |                |                |                |                |                |                |
| 9              | Heat de Miami           | 41             | 41             | 82             | 0              | .500           | 12             |
| 10             | Pistons de Détroit      | 37             | 45             | 82             | 0              | .451           | 16             |
| 11             | Hornets de Charlotte    | 36             | 46             | 82             | 0              | .439           | 17             |
| 12             | Knicks de New York      | 31             | 51             | 82             | 0              | .378           | 22             |
| 13             | Magic d'Orlando         | 29             | 53             | 82             | 0              | .354           | 24             |
| 14             | 76ers de Philadelphie   | 28             | 54             | 82             | 0              | .341           | 25             |
| 15             | Nets de Brooklyn        | 20             | 62             | 82             | 0              | .244           | 33             |

## Matchs des Finales
Toutes les heures sont en Eastern Daylight Time (UTC−4)

### Match 1
| 1er juin 2017 21h00 EDT | Rapport | Cavaliers de Cleveland 91, Warriors de Golden State 113 | Cavaliers de Cleveland 91, Warriors de Golden State 113 | Cavaliers de Cleveland 91, Warriors de Golden State 113 |  | Oracle Arena, Oakland, Californie Affluence : 19 596 Arbitres : Dan Crawford, Derrick Stafford, Zach Zarba | ABC, beIN Sports |
| 1er juin 2017 21h00 EDT | Rapport | Score par quart-temps : 30-35, 22-25, 20-33, 19-20      |                                                         |                                                         |  | Oracle Arena, Oakland, Californie Affluence : 19 596 Arbitres : Dan Crawford, Derrick Stafford, Zach Zarba | ABC, beIN Sports |
| 1er juin 2017 21h00 EDT | Rapport | Score par mi-temps : 52-60, 39-53                       |                                                         |                                                         |  | Oracle Arena, Oakland, Californie Affluence : 19 596 Arbitres : Dan Crawford, Derrick Stafford, Zach Zarba | ABC, beIN Sports |
| 1er juin 2017 21h00 EDT | Rapport | LeBron James, 28 Kevin Love, 21 LeBron James, 8         | Points Rebonds Passes d.                                | Kevin Durant, 38 Draymond Green, 11 Stephen Curry, 10   |  | Oracle Arena, Oakland, Californie Affluence : 19 596 Arbitres : Dan Crawford, Derrick Stafford, Zach Zarba | ABC, beIN Sports |
| 1er juin 2017 21h00 EDT | Rapport | Golden State mène la série 1 à 0.                       |                                                         |                                                         |  | Oracle Arena, Oakland, Californie Affluence : 19 596 Arbitres : Dan Crawford, Derrick Stafford, Zach Zarba | ABC, beIN Sports |

### Match 2
| 4 juin 2017 20h00 EDT | Rapport | Cavaliers de Cleveland 113, Warriors de Golden State 132 | Cavaliers de Cleveland 113, Warriors de Golden State 132 | Cavaliers de Cleveland 113, Warriors de Golden State 132 |  | Oracle Arena, Oakland, Californie Affluence : 19 596 Arbitres : Scott Foster, Tony Brothers, James Capers | ABC, beIN Sports |
| 4 juin 2017 20h00 EDT | Rapport | Score par quart-temps : 34-40, 30-27, 24-35, 25-30       |                                                          |                                                          |  | Oracle Arena, Oakland, Californie Affluence : 19 596 Arbitres : Scott Foster, Tony Brothers, James Capers | ABC, beIN Sports |
| 4 juin 2017 20h00 EDT | Rapport | Score par mi-temps : 64-67, 49-65                        |                                                          |                                                          |  | Oracle Arena, Oakland, Californie Affluence : 19 596 Arbitres : Scott Foster, Tony Brothers, James Capers | ABC, beIN Sports |
| 4 juin 2017 20h00 EDT | Rapport | LeBron James, 29 LeBron James, 11 LeBron James, 14       | Points Rebonds Passes d.                                 | Kevin Durant, 33 Kevin Durant, 13 Stephen Curry, 11      |  | Oracle Arena, Oakland, Californie Affluence : 19 596 Arbitres : Scott Foster, Tony Brothers, James Capers | ABC, beIN Sports |
| 4 juin 2017 20h00 EDT | Rapport | Golden State mène la série 2 à 0.                        |                                                          |                                                          |  | Oracle Arena, Oakland, Californie Affluence : 19 596 Arbitres : Scott Foster, Tony Brothers, James Capers | ABC, beIN Sports |

### Match 3
| 7 juin 2017 21h00 EDT | Rapport | Warriors de Golden State 118, Cavaliers de Cleveland 113 | Warriors de Golden State 118, Cavaliers de Cleveland 113 | Warriors de Golden State 118, Cavaliers de Cleveland 113 |  | Quicken Loans Arena, Cleveland, Ohio Affluence : 20 562 Arbitres : Monty McCutchen, Ed Malloy, Ken Mauer | ABC, beIN Sports |
| 7 juin 2017 21h00 EDT | Rapport | Score par quart-temps : 39-32, 28-29, 22-33, 29-19       |                                                          |                                                          |  | Quicken Loans Arena, Cleveland, Ohio Affluence : 20 562 Arbitres : Monty McCutchen, Ed Malloy, Ken Mauer | ABC, beIN Sports |
| 7 juin 2017 21h00 EDT | Rapport | Score par mi-temps : 67-61, 51-52                        |                                                          |                                                          |  | Quicken Loans Arena, Cleveland, Ohio Affluence : 20 562 Arbitres : Monty McCutchen, Ed Malloy, Ken Mauer | ABC, beIN Sports |
| 7 juin 2017 21h00 EDT | Rapport | Kevin Durant, 31 Stephen Curry, 13 Draymond Green, 7     | Points Rebonds Passes d.                                 | LeBron James, 39 Kevin Love, 13 LeBron James, 9          |  | Quicken Loans Arena, Cleveland, Ohio Affluence : 20 562 Arbitres : Monty McCutchen, Ed Malloy, Ken Mauer | ABC, beIN Sports |
| 7 juin 2017 21h00 EDT | Rapport | Golden State mène la série 3 à 0.                        |                                                          |                                                          |  | Quicken Loans Arena, Cleveland, Ohio Affluence : 20 562 Arbitres : Monty McCutchen, Ed Malloy, Ken Mauer | ABC, beIN Sports |

### Match 4
| 9 juin 2017 21h00 EDT | Rapport | Warriors de Golden State 116, Cavaliers de Cleveland 137 | Warriors de Golden State 116, Cavaliers de Cleveland 137 | Warriors de Golden State 116, Cavaliers de Cleveland 137 |  | Quicken Loans Arena, Cleveland, Ohio Affluence : 20 562 Arbitres : Mike Callahan, Marc Davis, John Goble | ABC, beIN Sports |
| 9 juin 2017 21h00 EDT | Rapport | Score par quart-temps : 33-49, 35-37, 28-29, 20-22       |                                                          |                                                          |  | Quicken Loans Arena, Cleveland, Ohio Affluence : 20 562 Arbitres : Mike Callahan, Marc Davis, John Goble | ABC, beIN Sports |
| 9 juin 2017 21h00 EDT | Rapport | Score par mi-temps : 68-86, 48-51                        |                                                          |                                                          |  | Quicken Loans Arena, Cleveland, Ohio Affluence : 20 562 Arbitres : Mike Callahan, Marc Davis, John Goble | ABC, beIN Sports |
| 9 juin 2017 21h00 EDT | Rapport | Kevin Durant, 35 Draymond Green, 14 Stephen Curry, 10    | Points Rebonds Passes d.                                 | Kyrie Irving, 40 James, Thompson, 10 LeBron James, 11    |  | Quicken Loans Arena, Cleveland, Ohio Affluence : 20 562 Arbitres : Mike Callahan, Marc Davis, John Goble | ABC, beIN Sports |
| 9 juin 2017 21h00 EDT | Rapport | Golden State mène la série 3 à 1.                        |                                                          |                                                          |  | Quicken Loans Arena, Cleveland, Ohio Affluence : 20 562 Arbitres : Mike Callahan, Marc Davis, John Goble | ABC, beIN Sports |

### Match 5
| 12 juin 2017 21h00 EDT | Rapport | Cavaliers de Cleveland 120, Warriors de Golden State 129                                               | Cavaliers de Cleveland 120, Warriors de Golden State 129 | Cavaliers de Cleveland 120, Warriors de Golden State 129 |  | Oracle Arena, Oakland, Californie Affluence : 19 596 Arbitres : Dan Crawford, Ed Malloy, Derrick Stafford | ABC, beIN Sports |
| 12 juin 2017 21h00 EDT | Rapport | Score par quart-temps : 37-33, 23-38, 33-27, 27-31                                                     |                                                          |                                                          |  | Oracle Arena, Oakland, Californie Affluence : 19 596 Arbitres : Dan Crawford, Ed Malloy, Derrick Stafford | ABC, beIN Sports |
| 12 juin 2017 21h00 EDT | Rapport | Score par mi-temps : 60-71, 60-58                                                                      |                                                          |                                                          |  | Oracle Arena, Oakland, Californie Affluence : 19 596 Arbitres : Dan Crawford, Ed Malloy, Derrick Stafford | ABC, beIN Sports |
| 12 juin 2017 21h00 EDT | Rapport | LeBron James, 41 LeBron James, 13 LeBron James, 8                                                      | Points Rebonds Passes d.                                 | Kevin Durant, 39 Draymond Green, 12 Stephen Curry, 10    |  | Oracle Arena, Oakland, Californie Affluence : 19 596 Arbitres : Dan Crawford, Ed Malloy, Derrick Stafford | ABC, beIN Sports |
| 12 juin 2017 21h00 EDT | Rapport | Golden State remporte la série 4 à 1 et remporte le titre NBA. Kevin Durant est nommé MVP des Finales. |                                                          |                                                          |  | Oracle Arena, Oakland, Californie Affluence : 19 596 Arbitres : Dan Crawford, Ed Malloy, Derrick Stafford | ABC, beIN Sports |

## Équipes

### Warriors de Golden State
| Warriors de Golden State Effectif durant les finales 2017 |    |                        |                      |                   |
| Entraîneur : Steve Kerr                                   |    |                        |                      |                   |
| Ailier                                                    | 22 | Drapeau des États-Unis | Matt Barnes          | UCLA              |
| Meneur, Arrière                                           | 21 | Drapeau des États-Unis | Ian Clark            | Belmont           |
| Meneur                                                    | 30 | Drapeau des États-Unis | Stephen Curry (C)    | Davidson          |
| Ailier                                                    | 35 | Drapeau des États-Unis | Kevin Durant (C)     | Texas             |
| Ailier, Ailier fort                                       | 23 | Drapeau des États-Unis | Draymond Green (C)   | Michigan State    |
| Arrière, Ailier                                           | 9  | Drapeau des États-Unis | Andre Iguodala       | Arizona           |
| Pivot                                                     | 15 | Drapeau des États-Unis | Damian Jones         | Vanderbilt        |
| Arrière, Meneur                                           | 34 | Drapeau des États-Unis | Shaun Livingston     | Peoria Central HS |
| Ailier fort                                               | 5  | Drapeau des États-Unis | Kevon Looney         | UCLA              |
| Ailier fort                                               | 20 | Drapeau des États-Unis | James Michael McAdoo | North Carolina    |
| Arrière, Ailier                                           | 0  | Drapeau des États-Unis | Patrick McCaw        | UNLV              |
| Pivot                                                     | 1  | Drapeau des États-Unis | JaVale McGee         | Nevada            |
| Pivot                                                     | 27 | Drapeau de la Géorgie  | Zaza Pachulia        | Géorgie           |
| Arrière                                                   | 11 | Drapeau des États-Unis | Klay Thompson (C)    | Washington State  |
| Ailier fort                                               | 3  | Drapeau des États-Unis | David West           | Xavier            |
| (C) Capitaine - Blessé                                    |    |                        |                      |                   |

### Cavaliers de Cleveland
| Cavaliers de Cleveland Effectif durant les finales 2017 |    |                        |                   |                                   |
| Entraîneur : Tyronn Lue                                 |    |                        |                   |                                   |
| Meneur                                                  | 20 | Drapeau des États-Unis | Kay Felder        | Oakland                           |
| Ailier fort, Pivot                                      | 8  | Drapeau des États-Unis | Channing Frye     | Arizona                           |
| Meneur                                                  | 2  | Drapeau des États-Unis | Kyrie Irving (C)  | Duke                              |
| Ailier                                                  | 23 | Drapeau des États-Unis | LeBron James (C)  | St Vincent St Mary HS             |
| Ailier                                                  | 24 | Drapeau des États-Unis | Richard Jefferson | Arizona                           |
| Arrière, Ailier                                         | 30 | Drapeau des États-Unis | Dahntay Jones     | Duke                              |
| Ailier                                                  | 1  | Drapeau des États-Unis | James Jones       | Miami                             |
| Arrière, Ailier                                         | 26 | Drapeau des États-Unis | Kyle Korver       | Creighton                         |
| Ailier fort                                             | 0  | Drapeau des États-Unis | Kevin Love (C)    | UCLA                              |
| Arrière, Ailier                                         | 4  | Drapeau des États-Unis | Iman Shumpert     | Georgia Tech                      |
| Arrière                                                 | 5  | Drapeau des États-Unis | J. R. Smith       | Saint Benedict's Preparatory (NJ) |
| Pivot                                                   | 40 | Drapeau du Cap-Vert    | Edy Tavares       | Cap-Vert                          |
| Ailier fort, Pivot                                      | 13 | Drapeau du Canada      | Tristan Thompson  | Texas                             |
| Ailier                                                  | 31 | Drapeau des États-Unis | Deron Williams    | Illinois                          |
| Meneur                                                  | 3  | Drapeau des États-Unis | Derrick Williams  | Arizona                           |
| (C) Capitaine, Blessé                                   |    |                        |                   |                                   |